# 마우리치오 란다초
마우리치오 란다초(이탈리아어: Maurizio Randazzo, 1964년 3월 1일~)는 이탈리아의 펜싱 선수, 지도자로 주 종목은 에페이다. 1996년 하계 올림픽과 2000년 하계 올림픽에서 남자 에페 단체전 금메달을 획득했으며 세계 선수권 대회에서 금메달 3개, 은메달 1개, 동메달 2개를 획득했다.

## 수상

### 수훈
- 사령관 이탈리아 공화국 공로장(2000년 10월 3일)